# Commelina erecta
Commelina erecta е вид растение от семейство Commelinaceae.

## Разпространение
Видът е разпространен в Ангола, Антигуа и Барбуда, Аржентина, Барбадос, Бахамски острови, Бенин, Ботсвана, Бурунди, Габон, Гана, Гвинея, Гренада, Демократична република Конго, Еквадор, Етиопия, Зимбабве, Индия (Андхра Прадеш, Гуджарат, Керала, Мадхя Прадеш, Махаращра, Раджастан и Тамил Наду), Камерун, Канада, Кения, Колумбия, Република Конго, Демократична република Конго, Кот д'Ивоар, Либерия, Малави, Мозамбик, Намибия, Нигерия, Панама, Руанда, САЩ (Айова, Аризона, Джорджия, Западна Вирджиния, Луизиана, Мериленд, Мисисипи, Небраска, Ню Джърси, Ню Йорк, Ню Мексико, Оклахома, Пенсилвания, Северна Каролина, Тексас, Флорида и Южна Каролина), Сиера Леоне, Судан, Танзания, Того, Тринидад и Тобаго, Уганда, Централноафриканска република, Шри Ланка, Южен Судан, Южна Африка и Ямайка. Временно е пребиваващ в Перу.